# 外蘆竹塘
外蘆竹塘，是臺灣彰化縣二林鎮的一個傳統地域名稱，位於該鎮西南部凸出部分的東南側。相較於今日行政區，其範圍大致與外竹里相近。

## 歷史
台灣清治末期至日治初期，外蘆竹塘地區為一街庄，稱為「外蘆竹塘庄」，隸屬於二林下堡。該庄北與犁頭厝庄為鄰，東邊北側與面前厝庄為鄰，東邊南側及南邊東側與鹿藔庄為鄰，南邊西側為九塊厝庄，西邊為竹圍仔庄。
1901年（日治明治三十四年）11月，全台廢縣廳改設二十廳，該庄隸屬於彰化廳。1903年（明治三十六年）6月，該庄編入「二林區」，隸屬於彰化廳。1909年（明治四十二年）10月，合併二十廳為十二廳，二林區改隸屬於臺中廳。1920年（大正九年），廢廳、支廳、區、街庄（舊制）改設州、郡、街庄（新制）、大字，該庄改制為「外蘆竹塘」大字，隸屬於臺中州北斗郡二林庄。1937年，二林庄升格為二林街。
戰後二林街改制為二林鎮，隸屬於臺中縣，大字亦改制為里。1950年10月，中、彰、投分治，二林鎮改隸屬彰化縣。

## 聚落
本地區發展較早的聚落為外蘆竹塘（外竹），在日治期初期的官方地圖上已有記載。

## 交通
鄉道彰169線是二林至永安的道路，大致以北北西—南南東走向轉縱向再轉北微東—南微西走向經過本地區西部邊界南段。由該道路向北北西可前往竹圍子、二林市區並止於縣道143號路口，向南微西可前往九塊厝西郊的縣道152號路口（今屬竹塘鄉永安村）。
鄉道彰170線是廣東厝至竹塘的道路，大致以西北西—東南東走向由本地區西部邊界中央偏南入境，經鄉道彰171線路口後續行並於本地區東部邊界南側出境。由該道路向西北西可前往竹圍子、火燒厝的廣東厝聚落南郊並止於鄉道彰168線路口，向東南東可前往鹿寮、竹塘市區並止於鄉道彰127線路口。
鄉道彰171線是十戶子（七戶子）至九塊厝的道路，大致以北微東—南微西走向由本地區北部邊界東側入境後，繞大彎轉西北西再轉西南西，經外竹聚落東側後轉南南西，經鄉道彰170線路口後續行以至出境。由該道路向北微東可前往犁頭厝東南端、面前厝西北端、犁頭厝東北部、後厝與丈八斗交界地帶並止於縣道150號路口，向南南西可前往鹿寮與九塊厝交界地帶、九塊厝並止於縣道152號路口。
鄉道彰174線是崁頂至外竹的道路，大致以西南西—東北東走向繞大彎轉西北—東南走向再轉南向北再轉南南西—北北東走向經過本地區西北部。由該道路向西南西可前往竹圍子的崁頂聚落並止於鄉道彰169線路口，向北北東可前往犁頭厝並止於鄉道彰172線路口。

## 學校
- 育德國小